# Alan Branch
(en) Statistiques sur pro-football-reference
Alan Branch (né le 29 décembre 1984 à Rio Rancho, Nouveau-Mexique) est un ancien joueur américain de football américain évoluant au poste de defensive tackle. Sélectionné lors de la draft 2007 de la NFL en 33e position par les Cardinals de l'Arizona, il évolue pour les Seahawks de Seattle, les Bills de Buffalo et les Patriots de la Nouvelle-Angleterre au cours de sa carrière NFL. Avec les Patriots, il remporte les Super Bowls XLIX et LI.

## Biographie

### Carrière universitaire
Alan Branch joue pour les Wolverines du Michigan de 2005 à 2006.

### Carrière professionnelle
Alan Branch est sélectionné en 33e position lors de la draft 2007 de la NFL par les Cardinals de l'Arizona, un choix acquis par les Cardinals aux Raiders d'Oakland.
Le 28 juillet 2011, Branch signe un contrat de deux saisons avec les Seahawks de Seattle.
Le 2 avril 2013, il s'engage pour un an avec les Bills de Buffalo. Le 23 décembre, il signe une prolongation de contrat avec les Bills. Le 24 août 2014, au lendemain de son arrestation pour un délit de conduite sous l'empire d'un état alcoolique, Alan Branch est libéré par les Bills.
Le 21 octobre 2014, en cours de la saison 2014, les Patriots de la Nouvelle-Angleterre recrutent Branch sur un contrat d'un an. À la fin de la saison, il remporte son premier Super Bowl, le Super Bowl XLIX.
Le 15 mars 2015, il signe un nouveau contrat de deux ans. Lors du Super Bowl LI, il réussit trois plaquages, un sack partagé et recouvre un fumble.
Le 9 mars 2017, Branch signe un contrat deux ans pour 12 millions de dollars avec les Patriots.

## Palmarès
- Vainqueur des Super Bowls XLIX et LI avec les Patriots de la Nouvelle-Angleterre